# Festival Internacional de Patchwork Sitges
Todos los años en la población de Sitges tiene lugar el Festival Internacional de Patchwork . Se celebra en el centro del pueblo y todos los aficionados del sector del arte textil pueden acercarse a él. El festival suele celebrarse en marzo y cuenta con más de 100 expositores en el interior de la feria comercial.

## Evento
El Festival Internacional de Patchwork de Sitges es un evento muy famoso en el sector del arte textil. Muchas personas lo visitan año tras año para ver las novedades del sector.
El festival, que se celebra en la villa de Sitges es el más importante de la península, además también es conocido de forma internacional. Es uno de los eventos de más referencia en el mundo del Patchwork.
Hay diferentes zonas para poder disfrutar del festival:

### Feria Comercial
La Feria comercial es una zona gratuita donde todo el mundo puede acceder de forma libre sin pagar entrada. Se ubica en el Paseo de la Ribera y hay un total de tres carpas con más de 100 expositores.

### Sector profesional
El sector profesional está creado para las empresas que pertenecen al sector y realizan una feria específica profesionalizada en diferentes hoteles de la población. El acceso  es de manera privada y se debe contactar directamente con la empresa.
Espacio delegaciones
En el espacio delegaciones se realizan las actividades como talleres, charlas y demostraciones que van a cargo de distintas delegaciones.

## Duración
El Festival Internacional de Patchwork de Sitges tiene una duración de cuatro días en los que los visitantes pueden ver diferentes exposiciones, tanto internacionales como nacionales, y obras que llegan a ser presentadas a concursos.

## Mecánica
Cada año el Festival cuenta con una temática. En 2023 el tema fue todo lo que rodea al mundo de la belleza, flores, naturaleza, hadas, etc.